# L. V.
Larry Sanders (n. 1957) este un cântăreț de R&B afro-american, cunoscut pentru colaborarea sa cu Coolio pe piesa Gangsta’s Paradise. Este membru al formației South Central Cartel.